# Orchesia biroi
Orchesia biroi es una especie de coleóptero de la familia Tetratomidae.

## Distribución geográfica
Habita en Nueva Guinea.